# Onthophagus knausi
Onthophagus knausi är en skalbaggsart som beskrevs av Brown 1927. Onthophagus knausi ingår i släktet Onthophagus och familjen bladhorningar. Inga underarter finns listade i Catalogue of Life.